# Литвинов, Владимир Александрович
Владимир Александрович Литвинов (28 октября 1938, Новочеркасск, Ростовская область — 17 июня 2005, Алитуб, Ростовская область) — российский политический деятель, депутат Государственной думы третьего и Государственной думы четвёртого созыва.  Заслуженный работник сельского хозяйства Российской Федерации (1999). Награждён в 2004 года орденом Почёта.

## Биография
С 1997 — заместитель губернатора Ростовской области Владимира Чуба по вопросам агропромышленного комплекса и министр сельского хозяйства и продовольствия Ростовской области.

### Депутат госдумы
В. Литвинов стал вторым депутатом от «Единой России», утонувшим за 2004 год. В январе схожая участь постигла 37-летнего Кирилла Рагозина, который провалился в полынью Финского залива, катаясь на снегоходе.